# Richard H. Vose
Richard Hampton Vose, född 8 november 1803 i Augusta, Massachusetts (i nuvarande Maine), död 19 januari 1864 i Augusta, Maine, var en amerikansk demokratisk politiker och jurist. Han innehade guvernörsämbetet i Maine i ett dygn i januari 1841.
Fadern Solomon Vose arbetade som advokat och hade studerat vid Harvard. Richard H. Vose utexaminerades 1822 från Bowdoin College, studerade juridik och inledde sedan sin karriär som advokat i Massachusetts. År 1828 återvände han till Maine. År 1841 tjänstgjorde han som talman i Maines senat.
Guvernör John Fairfield avgick den 12 januari 1841 och Vose innehade guvernörsämbetet fram till den 13 januari 1841 då Edward Kent tillträdde som guvernör för den ordinarie mandatperioden. Mellan 1848 och 1856 tjänstgjorde Vose som åklagare i Kennebec County.